# Micael Borges
Micael Leandro Faria Borges, bardziej znany jako Mika lub Micael (ur. 12 grudnia 1988 w Rio de Janeiro) – brazylijski aktor telewizyjny, teatralny i filmowy. 

## Wybrana filmografia

### Seriale TV
- 2002: Dzielni ludzie (Brava Gente) jako Felipe
- 2002: Miasto mężczyzn (Cidade dos Homens) przyjaciel Babão
- 2003: Alô Vídeo Escola jako Rafa
- 2006: Trening (Malhação) jako Węgiel drzewny chłopiec
- 2007: Linha Direta jako Israel
- 2008: Drogi serca (Caminhos do Coração) jako Juliano
- 2009: Trening (Malhação) jako Luciano Ribeiro
- 2011-2012: Buntowniczy (Rebelde Brasil) jako Pedro Costa
- 2012: Rebeldes para Sempre jako Siebie
- 2014: Cuda Jezusa (Milagres de Jesus) jako Jad
- 2017: Dancing Brasil jako Siebie
- 2018: Czas się nie zatrzymuje (O Tempo Não Para) jako Lalá

### Filmy fabularne
- 2001: Copacabana (Copacabana) jako Chłopiec ulicy
- 2002: Miasto Boga (Cidade de Deus) jako Niski chłopiec gotówki
- 2003: Radosne śpiączki (As Alegres Comadres) jako Raul
- 2004: Irmãos de Fé jako Paulo
- 2014: Niemiecki (Alemão) jako Negocjator organizacji pozarządowych
- 2021: Karnawał (Carnaval) jako Fred